# Opatija Fontenay
Opatija Fontenay je bivši cistercitski samostan u mjestu Marmagne u blizini Montbarda, u francuskom departmanu Côte-d'Or. Ovaj markantni burgundski samostan je osnovao sam Sveti Bernard 1118. godine. Svojom crkvom, klaustrom, refektorijem, spavaonicama, pekarom i kovačnicom, predstavlja jedinstven primjer ideala samodostatnosti koju su prakticirali rani cistercinski redovnici. Kao jedan od najstarijih i najočuvanijih cistercinskih samostana, dospio je na UNESCOv popis mjesta svjetske baštine u Europi 1981. godine.

## Povijest
Opatiju je osnovao Sveti Bernard od Clairvauxa 1118. godine, samo nekoliko godina nakon što je napustio opatiju Cîteaux kako bi osnovao opatiju Clairvaux. Smještena u maloj šumovitoj dolini 60 km sjeverozapadno od Dijona, doživjela je snažan procvat u 12. i 13. stoljeću. Godine 1139. biskup Norwicha, Ebrard, prognan iz Engleske, našao je sklonište u opatiji Fontenay. Godine 1147. opatiju je posvetio papa Eugen III., da bi u 13. stoljeću bila pod zaštitom francuskih kraljeva (najprije Sveti LujLuja Svetog 1259. g.). U stogodišnjem ratu (vojska engleskog kralja Edvarda III. 1359. g.), ali i tridesetogodišnjem ratu, opatija je opljačkana. Nakon toga, opatija je počela ubrzano propadati, te su ju redovnici naposljetku sami srušili refektorij 1745. godine. Tijekom Francuske revolucije opatija je zatvorena i pretvorena u tvornicu papira, u vlasništvu obitelji Montgolfier sve do 1902. godine. 
Opatiju je otkupio Édouard Aynard 1905. g. i potpuno je restaurirao.  Osim srušenog refektorija, u originalnom romaničkom stilu obnovljeni su gotovo svi dijelovi negdašnje opatije: crkva, spavaonica, klaustar, soba za grijanje (caldarium), golubarnica i kula, dok su kasnije dodane opatijske spavaonice i bolnica.  Danas se te građevine nalaze okružene modernim travnjacima i održavanim humcima.

## Arhitektura
Crkva opatije Fontenay je građena od 1139. do 1147. godine kada ju je i posvetio papa  Eugen III. Ona ima križni plan, s glavnim brodom dugim 66 i visokim 8 metara; s dva bočna broda i transeptom dugim 19 metara. Klaustar je 36 x 38 metara, dok su samostanske zgrade nadsvođene teškim kamenim lukovima. Velika spavaonica ima strop od kestenovih trupaca iz 15. stoljeća.
- Tlocrt crkve
- Unutrašnjost crkve
- Trijem klaustra
- Spavaonica
- Golubarnica i crkva
- Madonna s Djetetom
skulptura Giovannija Pisana u crkvi

## Vanjske poveznice
- Službene stranice opatije Fontenay
- UNESCOve stranice s pojedinostima
- Fotografije i povijest  Arhivirana inačica izvorne stranice od 28. rujna 2007. (Wayback Machine)